# Beneath The Remains
Beneath The Remains is het derde album van de Braziliaanse metalband Sepultura. Het album is uitgebracht in 1989. Het wordt door velen gezien als een van de beste thrashmetal-albums aller tijden, met een veel strakker en "schoner" geluid dan de twee voorgaande albums van de band.

## Tracks
1. "Beneath the Remains"
2. "Inner Self"
3. "Stronger than Hate"
4. "Mass Hypnosis"
5. "Sarcastic Existence"
6. "Slaves of Pain"
7. "Lobotomy"
8. "Hungry"
9. "Primitive Future"

## Bezetting van de band tijdens opname
- Max Cavalera
- Igor Cavalera
- Andreas Kisser
- Paulo Jr.